# Ramal C10 del Ferrocarril Belgrano
El Ramal C10 pertenecía al Ferrocarril General Belgrano, Argentina.

## Ubicación
Se hallaba en las provincias de Tucumán y Santiago del Estero.

## Características
Era un ramal de la red de vía estrecha del Ferrocarril General Belgrano, cuya extensión era de 97 km entre las cabeceras Pacará y Termas de Río Hondo. 

## Historia
Fue construido por el Ferrocarril Central Norte Argentino. La línea de Bracho a Palá Palá fue abierta el 6 de diciembre de 1909, y se extendió hasta Leales el 20 de junio de 1915.
El tramo entre La Encantada y Termas de Río Hondo fue clausurado y levantado mediante Decreto Nacional 2294/77 el 5 de agosto de 1977 El tramo entre Pacará y Palá Palá se encuentra bajo tutela de Trenes Argentinos Infraestructura.